# Michele Perniola
Michele Perniola, född 6 september 1998 i Palagiano, är en italiensk sångare. Han representerade San Marino i Junior Eurovision Song Contest 2013 med låten "Sole Intorno A Me",  och i Eurovision Song Contest 2015 tillsammans med Anita Simoncini med låten Chain of Lights. De slutade på plats 16 i semifinal 2 och gick därmed inte vidare till final.